# Caloplaca obamae
Caloplaca obamae là một loài địa y thuộc chi nấm Caloplaca. Đây là loài đầu tiên được đặt tên để vinh danh Tổng thống Hoa Kỳ Barack Obama. C. obamae được phát hiện vào năm 2007 bởi Kerry Knudsen trên đảo Santa Rosa ở California và được miêu tả vào tháng 3 năm 2009. Knudsen tuyên bố rằng ông đã chọn tôn vinh Obama vì "sự hỗ trợ của ông cho khoa học và giáo dục khoa học" và đã viết bản thảo để miêu tả các loài trong thời gian giữa cuộc bầu cử của Obama và lễ nhậm chức của ông.

## Miêu tả
Caloplaca obamae tạo ra một cành mỏng (thallus) được sắp xếp trong các hạt màu cam có đường kính từ 30 – 50μm và hình thành các miếng vá có đường kính từ 0,2 – 1 mm, cuối cùng bao phủ một khu vực trên đất lên tới 6 –7  cm 2. Lớp tảo không liền nhau và thường dày 50 – 100m dưới các mảng hạt. Có vẻ như C.   obamae là vô trùng và không sản xuất ascospores; apothecia đã có mặt trong các mẫu vật có thể thuộc về một loài liên quan, Caloplaca ludificans.
Caloplaca obamae có ngoại hình tương tự như Caloplaca xanthostigmoidea.

## Phân bố và sinh cảnh
Caloplaca obamae là loài đặc hữu ở phía bắc của đảo Santa Rosa trên vùng đất sét của ruộng bậc thang biển Pleistocene. Nó chưa được phát hiện trên lục địa California, đảo San Miguel hoặc Sandy Point trên đảo Santa Rosa. Nó xuất hiện từ Vịnh Beecher đến Hẻm núi Soledad trên Santa Rosa trên đồng cỏ chăn thả trong hơn một trăm năm. Các quần thể động vật đang được đưa ra khỏi đảo và người ta cho rằng C. obamae, gần như đã tuyệt chủng khi các trang trại gia súc đang hoạt động, sẽ trở lại trên đảo. Nó thường được tìm thấy phát triển với các loài địa y và rêu.